# 144552 Jackiesue
144552 Jackiesue è un asteroide della fascia principale. Scoperto nel 2004, presenta un'orbita caratterizzata da un semiasse maggiore pari a 2,7682413 UA e da un'eccentricità di 0,0316587, inclinata di 3,28119° rispetto all'eclittica.
L'asteroide è dedicato a Jackie Sue, moglie dello scopritore.